# Бердан, Хайрем
Хайрем Бердан (англ. Hiram Berdan; 6 сентября 1824, Фелпс, штат Нью-Йорк — 31 марта 1893, Вашингтон) — американский военный; известность приобрел как изобретатель разных приспособлений к ручному огнестрельному оружию, а также винтовки, прослужившей почти до середины XX века.

## Биография
Родился 6 сентября 1824 года в Фелпсе, округ Онтарио, штат Нью-Йорк, в семье преуспевающего фермера Джона Бердана, потомка голландских переселенцев, и Ханны Элдред Бердан. С шести лет проживал в Плимуте, штат Мичиган, где, по его собственным словам, «всё свободное время проводил в лесу со своим ружьём». Был чемпионом Североамериканских Штатов по стрельбе.
Изучал инженерное дело в колледже, но диплома так и не получил. В 1847 году изобрёл сепаратор, открыв собственный бизнес по производству сельхозтехники, в 1853 году машину для добычи золота, принёсшую ему солидные прибыли, а в 1858 году участвовал в разработке системы для укладки трансатлантического телеграфного кабеля.
Накануне Гражданской Войны в США работал в Нью-Йорке инженером-механиком. Летом и осенью 1861 года принимал участие в наборе восемнадцати отрядов волонтёров из восьми штатов, которые сформированы были в два полка снайперов при поддержке генерала Уинфилда Скотта и президента Авраама Линкольна.
30 ноября 1861 года получил чин полковника. Сумел прославиться как создатель 1-го полка снайперов, бывшего одним из самых эффективных воинских частей северян. Вместе с тем, по воспоминаниям современников, как полевой командир авторитетом среди офицеров и солдат он не пользовался, так как, по словам очевидцев,часто стремился покидать поле боя, если таковой случался, или уходил на безопасное расстояние, отстраняясь от командования своими войсками, ввиду чего не без основания был заподозрен в трусости, а в июле 1862 года генералом Фицджоном Портером был даже обвинён в «некомпетентности». 2 января 1864 года вышел в отставку, вернувшись к своей профессии и занявшись изобретениями.
8 декабря 1868 года президент Эндрю Джонсон утвердил Бердана в звании бригадного генерала добровольцев, за участие в сражении при Чанселлорсвилле (май 1863 г.), и 16 февраля 1869 года назначение подтверждено было Сенатом США, однако присвоение ему звания генерал-майора, за участие в битве при Геттисберге (июль 1863 г.), где его снайперы действительно отличились, Сенат подтверждать отказался. Несмотря на это, во многих источниках его называют генерал-майором, это же звание указано на его надгробном памятнике.
Умер 31 марта 1893 года в Вашингтоне, похоронен на Арлингтонском национальном кладбище.

## Семья
В 1854 году вступил в Нью-Йорке в брак с Мэри Марш Бердан (урожд. Кимбелл), от которой имел, как минимум, одну дочь Элизабет. Имел четырёх братьев, Тьюниса, Дуайта, Джона и Марвина, и двух сестёр, Кэролайн и Виолетту.

## Изобретения
Изо всех изобретений полковника Бердана наиболее известными и интересными являются:
1. Запирающий казну оружия механизм. Из разных его видов образец 1868 года (Винтовка Бердана с откидным затвором), выработанный Берданом совместно с командированными в Америку русскими офицерами полковником Горловым и капитаном Гуниусом, — принят был в том же году в России для вооружения стрелковых батальонов; а образец 1869 года (винтовка Бердана со скользящим затвором) — для вооружения всех вообще частей русских войск[2].
2. Металлические патроны, образец которых также был принят в русских войсках под названием патронов Бердана[2].
3. Несколько военных двигателей, в том числе двухвинтовой для подводной лодки, устройство для уклонения самодвижущихся мин от торпедных сетей, а также дальномер и дистанционный предохранитель для шрапнели.